# Паршутино (Костромская область)
Паршутино — деревня в Буйском районе Костромской области. Входит в состав Барановского сельского поселения.

## География
Находится в западной части Костромской области на расстоянии приблизительно 3 км на северо-восток по прямой от районного центра города Буй.

## История
В 1872 году здесь было учтено 8 дворов, в 1907 году — 12.

## Население
Постоянное население составляло 57 человек (1872 год), 75 (1897), 77 (1907), 14 в 2002 году (русские 100 %), 12 в 2022.